# Frieda Saeys
Frieda Saeys (1948-2007) was een Belgische hoogleraar in de communicatiewetenschappen aan de faculteit Sociale en Politieke wetenschappen aan de Universiteit Gent. Ze profileerde zich onder meer op het gebied van genderstudies en diversiteitsstudies.

## Biografie
Frieda Saeys promoveerde in 1978 in de pers- en communicatiewetenschappen op het proefschrift Het privé-leven in de informatie- en communicatiemedia. De functie van ethische en deontologische normen. (1977 - 1978). Haar promotor was Pierre Kluyskens.
Op 1 oktober 1979 werd Saeys aangesteld als eerstaanwezend assistente en op in 1983 werd zij benoemd tot werkleider bij het Seminarie voor Pers- en Communicatiewetenschap. In 1985 werd zij benoemd tot voltijds docent in de faculteit Rechtsgeleerdheid.
Vanaf 1 oktober 1992 was zij overgeplaatst naar de faculteit Politieke en Sociale Wetenschappen en toegevoegd aan de vakgroep Communicatiewetenschappen. Aan de laatstgenoemde faculteit werd zij in 2000 benoemd tot hoogleraar. In 2002 volgde haar benoeming tot gewoon hoogleraar.